# Bhanapur, Yelbarga
Bhanapur là một làng thuộc tehsil Yelbarga, huyện Koppal, bang Karnataka, Ấn Độ.